# Iglesia de Santa Maria di Costantinopoli de Ugento
La iglesia de Santa Maria di Costantinopoli es una iglesia ubicada en el municipio de Ugento, en la provincia de Lecce.

## Historia
La iglesia, construida a principios del siglo XVII, está incorporada a la estructura de la Masseria Crocefissi del siglo XVIII y se encuentra en la antigua Via Traiana Sallentina, una ruta de la época romana que a lo largo de los siglos se ha convertido en una ruta religiosa muy popular hacia el Santuario de Santa María de Leuca. Inicialmente, el edificio estaba completamente aislado y fue encargado por la familia aristocrática local Papadìa.

## Arquitectura
La iglesia, de pequeñas dimensiones, consta de una única sala rectangular con techo de cañón. El tejado exterior era originalmente de dos aguas y en el siglo XVIII se sustituyó por un ático plano.
El interior está enteramente decorado con frescos; a lo largo de las paredes hay imágenes de tamaño natural de un Profeta (Elías o Isaías), de San Eligio, San Nicolás, San Antonio de Padua, Santa Rita, San Pablo, San Blas, San Roque, San Vito y San Antonio Abate. En la contrafachada hay una representación de Cristo. Sobre el altar, de factura moderna, se encuentra la representación de la Virgen de Constantinopla entronizada, con la fecha de su creación (1619). La bóveda está decorada con cofres falsos, en cuyo interior se representan caras de amorcillos alados. En el centro de la bóveda está pintado el escudo heráldico de la familia Papadìa.